# Juan Pablo Ficovich
Juan Pablo Ficovich (ur. 24 stycznia 1997 w Buenos Aires) – argentyński tenisista.

## Kariera tenisowa
W karierze zwyciężył w dwóch singlowych turniejach cyklu ATP Challenger Tour. Ponadto wygrał dziewięć singlowych oraz trzy deblowe turnieje rangi ITF.
W rankingu gry pojedynczej najwyżej był na 125. miejscu (25 lipca 2022), a w klasyfikacji gry podwójnej na 360. pozycji (1 sierpnia 2022).

### Zwycięstwa w turniejach ATP Challenger Tour

#### Gra pojedyncza
| Końcowy wynik | Nr | Data           | Turniej   | Nawierzchnia | Przeciwnik      | Wynik finału |
| ------------- | -- | -------------- | --------- | ------------ | --------------- | ------------ |
| Zwycięzca     | 1. | 5 grudnia 2021 | São Paulo | Ceglana      | Luciano Darderi | 6:3, 7:5     |
| Zwycięzca     | 2. | 10 lipca 2022  | Bogota    | Ceglana      | Gerald Melzer   | 6:1, 6:2     |